# Faronta stolata
Faronta stolata là một loài bướm đêm trong họ Noctuidae.